# Regla de Tueller
La regla de Tueller, llamada así por el sargento Dennis Tueller del departamento de policía de Salt Lake City, Estados Unidos, es una constante que establece la peligrosidad de un hombre armado con un cuchillo o arma blanca contra otro equipado con una pistola enfundada. De acuerdo con resultados experimentales, ambos contendientes se encuentran en igualdad de fuerzas con sus respectivas armas hasta una distancia de 21 pies (6,4 m), sólo a partir de la cual el tirador domina el encuentro.
Forma parte de los entrenamientos de numerosos cuerpos y fuerzas de policía y ha sido empleada en jurisprudencia penal.

## Historia
La regla surge de experimentos llevados a cabo por Tueller en 1983 para descubrir cómo de rápidamente podría un atacante con un cuchillo cubrir 21 pies (6,4 m) para alcanzar a su víctima. El resultado que arrojaron pruebas hechas con voluntarios fue de 1,5 segundos. Esto se publicó en la revista SWAT y en un vídeo de entrenamiento policial titulado How Close Is Too Close? ("¿Cómo de cerca es demasiado cerca?").
Esta dinámica, también llamada posteriormente "21-foot rule" o regla de los 21 pies, se implementó en varios departamentos de policía de Estados Unidos. Fue además el tema principal de un juicio, Buchanan v. City of San Jose, en el que oficiales de policía fueron juzgados por abatir a un atacante armado de un cuchillo a 55 pies de distancia.

## Regla
La persona armada tiene por definición un dilema. Si dispara demasiado pronto, se arriesga a ser acusado de asesinato o de actuar sin proporcionalidad de fuerzas. Si espera a que el atacante se encuentre lo bastante cerca para que no haya dudas legales de sus motivos y de la peligrosidad de su ataque, se arriesga a que éste tenga éxito y resulte en lesiones o la muerte. La regla de Tueller determina la zona mínima de peligro en la que el atacante se vuelve una amenaza imposible de contrarrestar con el arma de fuego.
El popular programa Cazadores de Mitos cubrió la regla en 2012, en el episodio "Duel Dilemmas". A 20 pies (6,1 m), el participante con la pistola fue capaz de abatir al del cuchillo justo cuando le alcanzaba. A distancias más cortas, el del cuchillo logró apuñalar al de la pistola en todas las pruebas.

## Entrenamiento
El Tueller Drill o entrenamiento Tueller combina ambos escenarios del experimento original. Puede llevarse a cabo de varias maneras:
- El atacante y el tirador están posicionados espalda contra espalda. A la señal, el atacante echa a correr y el tirador desenfunda y dispara a un blanco situado a 6,4 metros enfrente de él, y el atacante frena en cuanto oiga el disparo. El tirador gana si el disparo es certero y el corredor no llegó a cubrir 6,4 metros.
- Una versión más difícil posiciona al atacante 6,4 metros detrás del tirador y le hace correr hacia él. El tirador gana si es capaz de lograr un disparo certero antes de que el atacante llegue hasta su espalda.
- Puede realizarse una simulación del experimento equipando al tirador con una falsa pistola de entrenamiento. En esta variante, el tirador trata de apartarse del atacante mientras desenfunda.